# Гуленко, Илья Андреевич
Илья Андреевич Гуленко (1924-1986) — сержант Рабоче-крестьянской Красной Армии, участник Великой Отечественной войны, Герой Советского Союза (1945).

## Биография
Илья Гуленко родился 3 сентября 1924 года в деревне Денисовка (ныне — Каргатский район Новосибирской области) в рабочей семье. Окончил среднюю школу. В сентябре 1942 года Гуленко был призван на службу в Рабоче-крестьянскую Красную Армию. В том же году окончил полковую школу. С марта 1943 года — на фронтах Великой Отечественной войны. К августу 1944 года сержант Илья Гуленко был наводчиком орудия 846-го артиллерийского полка 277-й стрелковой дивизии 5-й армии 3-го Белорусского фронта. Участвовал в сражениях на территории Литовской ССР.
21 августа 1944 года Гуленко в ходе боя в районе деревни Тарпуце Шакяйского района на реке Шешупе подбил 4 немецких танка. Когда его орудие вышло из строя, Гуленко при помощи гранат и стрелкового оружия отбивал вражеские атаки, удержав позиции.
Указом Президиума Верховного Совета СССР от 24 марта 1945 года за «образцовое выполнение боевых заданий командования на фронте борьбы с немецкими захватчиками и проявленные при этом мужество и героизм» сержант Илья Гуленко был удостоен высокого звания Героя Советского Союза с вручением ордена Ленина и медали «Золотая Звезда» за номером 2750.
В 1945 году Гуленко был демобилизован. Проживал и работал в Куйбышеве. Умер 5 мая 1986 года, похоронен на кладбище «Рубёжное» в Самаре.
Был также награждён орденом Отечественной войны 1-й степени и двумя орденами Красной Звезды, а также рядом медалей.